# Шромискари
Шромискари (груз. შრომისკარი) — село в Грузии, на территории Сенакского муниципалитета края (мхаре) Самегрело-Верхняя Сванетия.

## География
Село находится в западной части Грузии, на левом берегу реки Циви (правый приток Риони), на расстоянии приблизительно 8 километров (по прямой) к северо-востоку от города Сенаки, административного центра муниципалитета. Абсолютная высота — 65 метров над уровнем моря.

## Население
По результатам официальной переписи населения 2014 года в Шромискари проживало 316 человек (153 мужчины и 163 женщины). В национальной структуре населения грузины составляли 100 %.
| Год  | Население, человек |
| ---- | ------------------ |
| 2002 | 364                |
| 2014 | ↘ 316              |